# Institut Geològic i Miner d'Espanya
L' Institut Geològic i Miner d'Espanya o IGME és un Organisme Públic de Recerca d'Espanya, adscrit a la Secretaria General de Coordinació de Política Científica del Ministeri de Ciència, Innovació i Universitats. Des de novembre de 2012 fins a març de 2017 fou director Jorge Civis Llovera, que el 15 de març de 2017 fou substituït per Francisco González Lodeiro.
Realitza tasques cientificotècniques en el camp de la Ciència de la Terra i s'encarrega de la gestió del Museu Geominer on es mostren col·leccions de minerals, roques i fòssils que procedeixen de totes les regions espanyoles, d'antics territoris colonials i de diverses parts del món.

## Història
Els seus orígens parteixen de la Comissió per a la Carta Geològica de Madrid i General del Regne, fundada per Isabel II d'Espanya l'any 1849. El 1926 s'estableix la seva seu definitiva a l'edifici del nº 23 del carrer Ríos Rosas de Madrid (Rave, 2007). El 1977, després de la promulgació de la Llei de Foment de la Mineria (Llei 6/1977), es va convertir en organisme autònom. El 1986, la llei de Foment i Coordinació General de la Recerca Científica i Tècnica (Llei 13/1986) li va atribuir el caràcter d'organisme públic de recerca. Durant uns anys, en les dècades de 1980 i 1990, es va denominar Institut Tecnològic GeoMiner d'Espanya (ITGE).

## Funcions
Les funcions actuals de l'IGME, d'acord amb el RD 1953/2000, d'1 de desembre, pel qual s'aprova l'Estatut de l'Institut Geològic i Miner d'Espanya, són les següents: 
- L'estudi, recerca, anàlisi i reconeixements en el camp de les ciències i tecnologies de la Terra.
- La creació d'infraestructura de coneixement.
- La informació, l'assistència tècnic científica i l'assessorament a les Administracions públiques, agents econòmics i a la societat en general, en geologia, hidrogeologia, ciències geoambientals, recursos geològics i minerals.
- Les relacions interdisciplinàries amb altres àrees del saber, contribuint al millor coneixement del territori i dels processos que ho configuren i modifiquen, a l'aprofitament sostingut dels seus recursos i a la conservació del patrimoni geològic i hídric.
- Elaborar i executar els pressupostos d'R+D i de desenvolupament d'infraestructures de coneixement en programes nacionals i internacionals, en l'àmbit de les seves competències.

## Àrees d'actuació
Per desenvolupar les seves funcions, el IGME té diferents àrees d'actuació:
- Geologia i Geofísica
- Hidrogeologia i Aigües Subterrànies, que inclou l'energia geotèrmica.
- Recursos Minerals, Regs Geològics i Geoambient
- Informació i Difusió del Coneixement Geològic
- Infraestructura Tècnica i de Serveis

## Patrimoni geològic
L'Institut, en col·laboració amb la Societat Geològica d'Espanya, elabora la llista de llocs d'interès geològic d'Espanya, com a aportació al projecte Global Geosites (llocs d'interès geològic mundial), promogut per la Unió Internacional de Ciències Geològiques, i que serveix de base pel «Inventari espanyol de llocs d'interès geològic». La llista està formada per 142 punts agrupats en 20 contextos geològics.